# IC 25
IC 25 је лентикуларна галаксија у сазвјежђу Кит која се налази на листи објеката дубоког неба у Индекс каталогу.
Деклинација објекта је - 0° 24' 27" а ректасцензија 0h 31m 12,2s. Привидна величина (магнитуда) објекта IC 25 износи 14,4 а фотографска магнитуда 15,4. IC 25 је још познат и под ознакама MCG 0-2-64, MK 952, CGCG 383-33, KUG 0028-006, IRAS 00286-0040, PGC 1905.